# Flying Brick

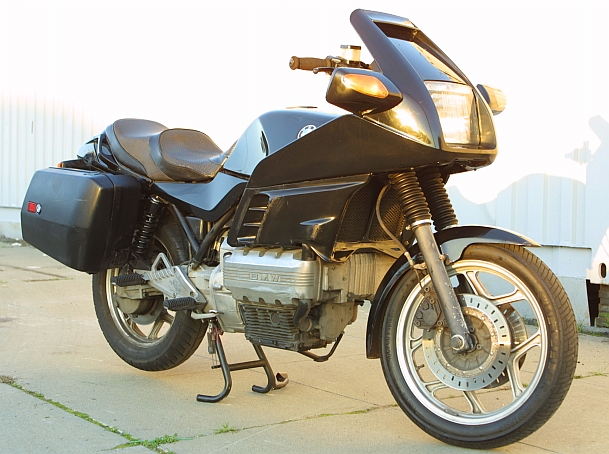
BMW K 100 RS, Bj. 1986
4-Zylinder-Motor längs liegend

Flying Brick ist die inoffizielle Bezeichnung für die BMW-Motorräder (Bayerische Motoren Werke AG) der K‑Modell-Baureihe von 1983 bis 2009.
Die Bezeichnung „Flying Brick“ erhielten die BMW-Motorräder der K-Reihe wegen des längs zur Fahrtrichtung und um 90 Grad nach links geneigt (liegend) eingebauten Reihenmotors, mit drei bzw. vier Zylindern, dessen Aussehen bei schneller Vorbeifahrt und Betrachtungsweise an einen „fliegenden Ziegelstein“ erinnert. Manchmal werden die „Flying Brick“ auch etwas abschätzig als „Toaster“ bezeichnet.

## „Flying Brick“-Modelle

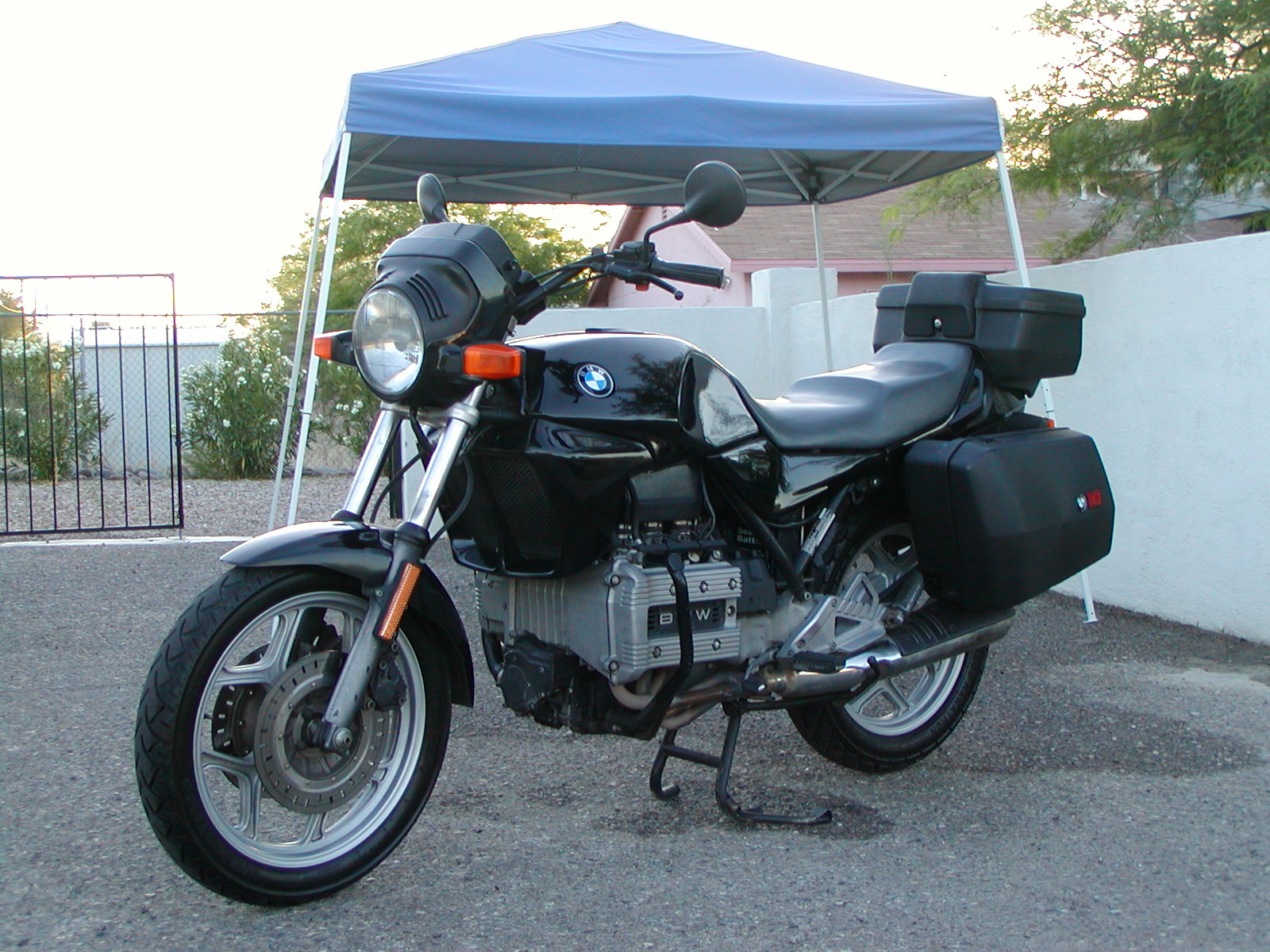
BMW K 75
3-Zylinder-Motor längs liegend

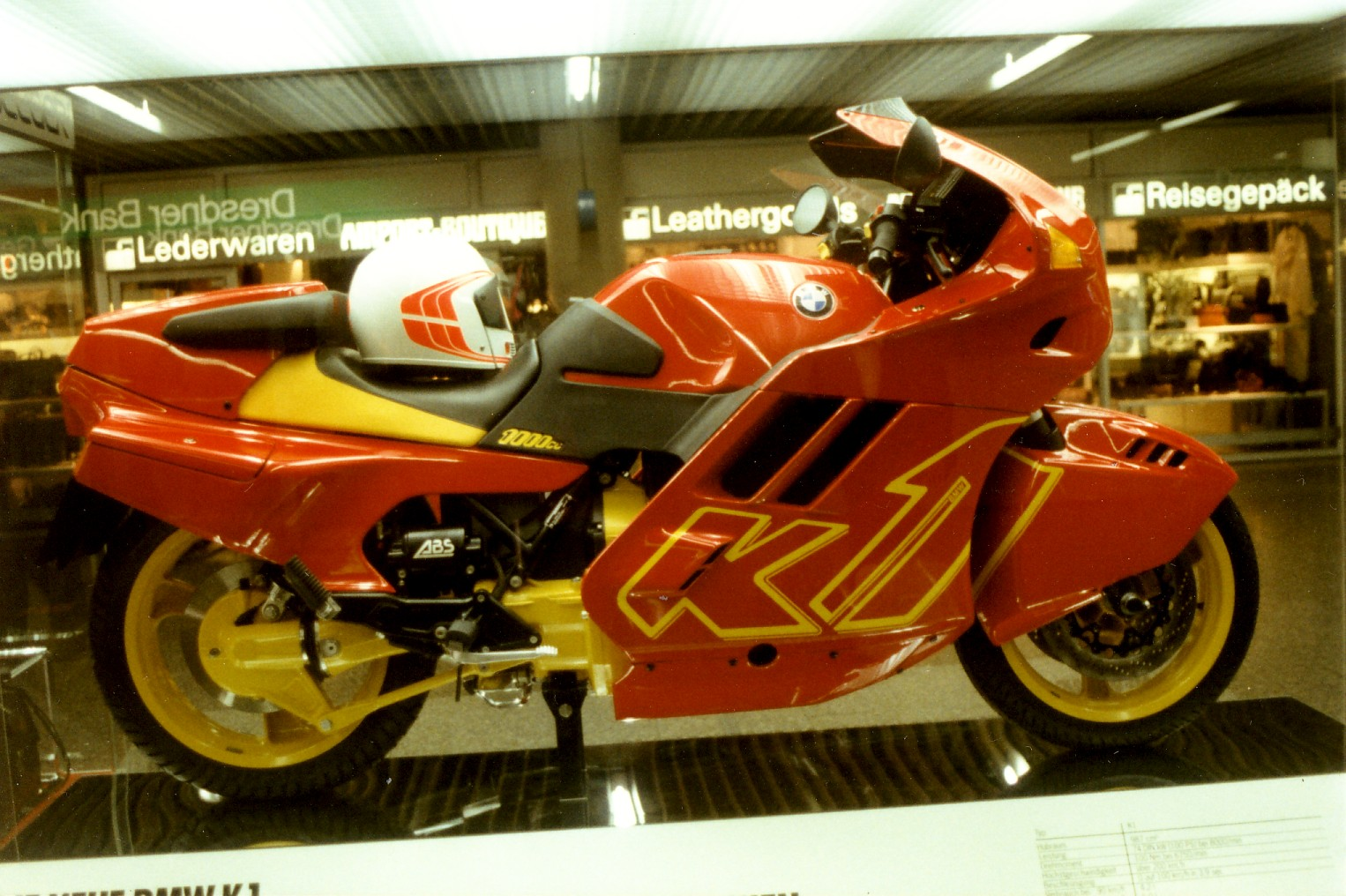
BMW K1
4-Zylinder-Sportmotorrad mit Vollverkleidung

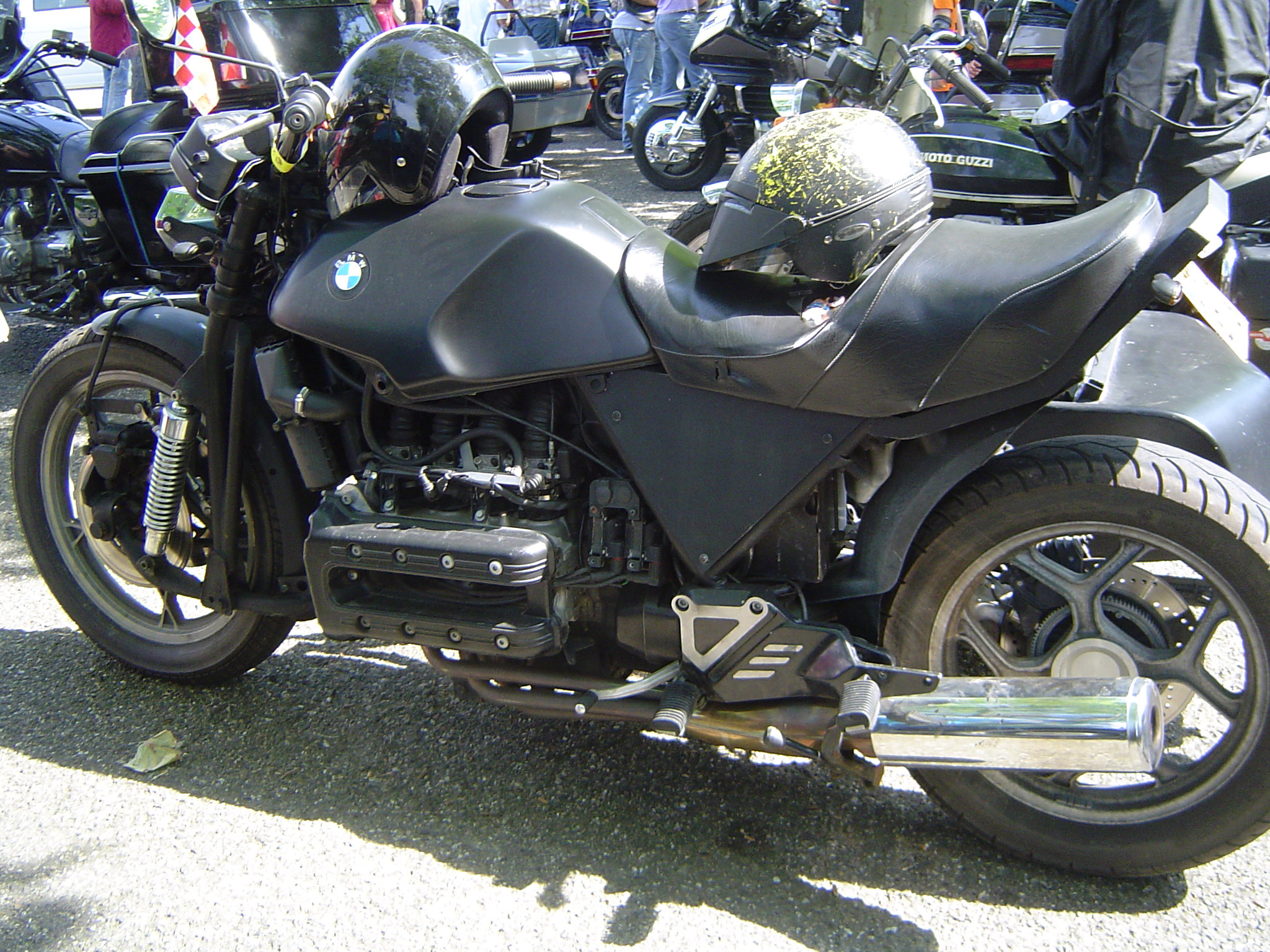
BMW K 1100
4-Zylinder (Gespann-Umbau)

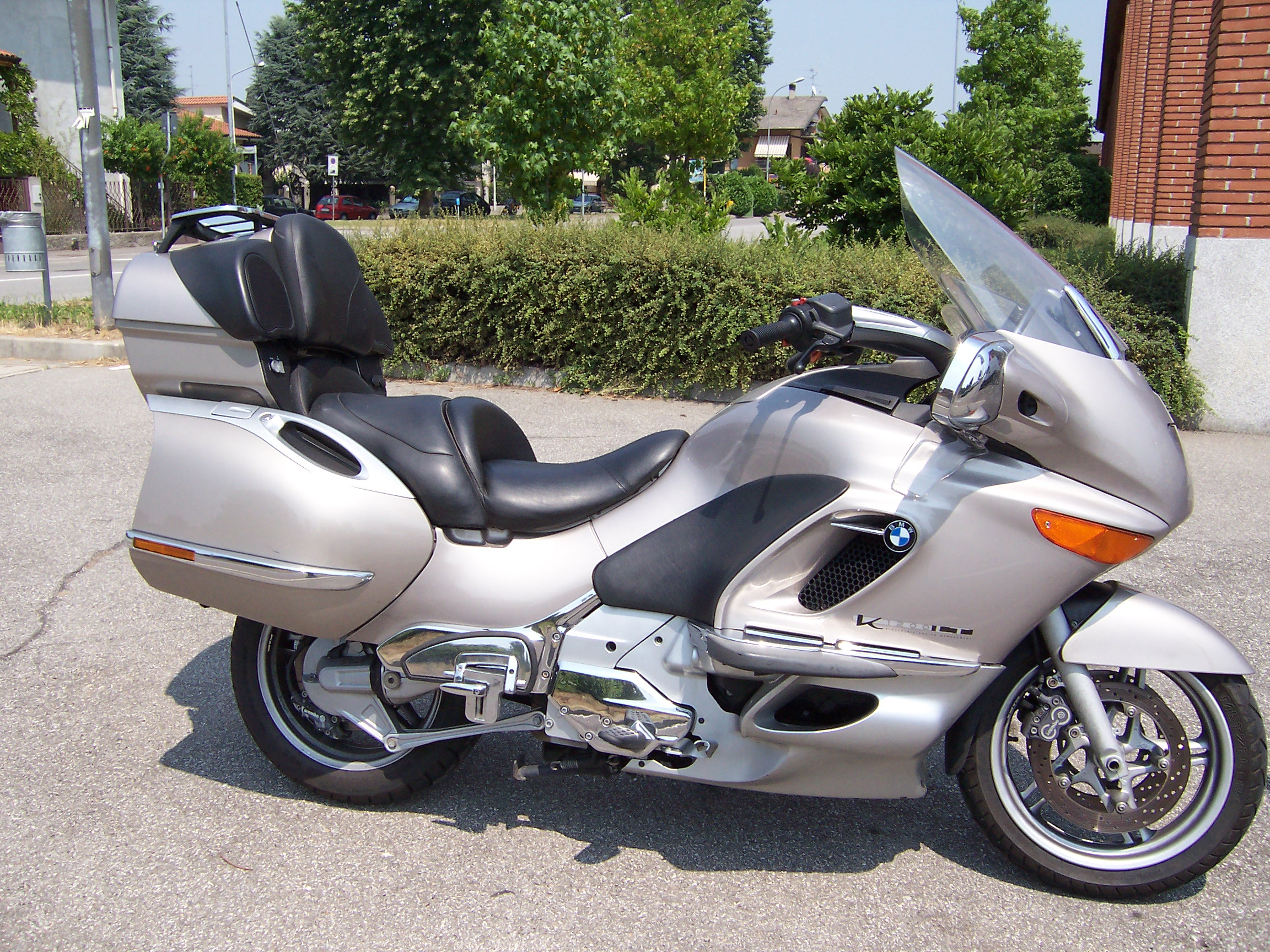
BMW K 1200 LT
4-Zylinder-Motor durch voluminöse Verkleidung nicht mehr sichtbar

| Modell  | Baujahre  |
| ------- | --------- |
| K 75 C  | 1985–1990 |
| K 75 S  | 1985–1995 |
| K 75    | 1986–1996 |
| K 75 RT | 1989–1996 |

| Modell                    | Baujahre  |
| ------------------------- | --------- |
| K 100                     | 1983–1987 |
| K 100 RS                  | 1983–1989 |
| K 100 RT                  | 1984–1988 |
| K 100 LT                  | 1986–1991 |
| K 100 (Serie II)          | 1987–1991 |
| K1                        | 1988–1993 |
| K 100 RS 4V               | 1990–1992 |
| K 1100 LT                 | 1991–1998 |
| K 1100 RS                 | 1992–1996 |
| K 1200 RS                 | 1996–2004 |
| K 1200 LT                 | 1998–2009 |
| K 1200 GT (1. Generation) | 2002–2005 |